# شركة ثمار التنمية القابضة
شركة ثمار التنمية القابضة  أو ثمار والمعروفة حتى 28 نوفمبر 2021 باسم (الشركة الوطنية للتسويق الزراعي)، هي شركة مساهمة سعودية، تأسست في السادس من يناير عام 1988 في الرياض من المملكة العربية السعودية، يبلغ رأس مال الشركة مئة مليون ريال سعودي، ويبلغ عدد الموظفين فيها 179 موظف، تنشط الشركة في تسويق وإنتاج وتصنيع المنتجات الزراعية المحلية ولوازمها، والإتجار في المواد الزراعية ومستلزماتها، وتقديم الخدمات التسويقية للمشاريع الزراعية.

## إيقاف التداول
أوقف سهم شركة ثمارعن التداول في  شهر ديسمبر 2019 لعدم إعلان الشركة عن نتائجها المالية للربع الثالث 2019 واستمر تعليق السهم لعدم إعلان الشركة نتائجها الفترات المالية اللاحقة علماً أن أخر نتائج مالية أعلنت عنها الشركة للربع الثاني 2019 آنذاك.

## الاسم
في يوم الثلاثاء 06-03-1443هـ الموافق 12-10 -2021 وافقت الجمعية العامة غير العادية على تغيير اسم الشركة من الشركة الوطنية للتسويق الزراعي إلى «شركة ثمار التنمية القابضة».